# Dead (hudebník)
Per Yngve Ohlin (16. ledna 1969 – 8. dubna 1991) byl švédský zpěvák, který proslul především jako vokalista norské black metalové skupiny Mayhem, se kterou hrál od roku 1988 až do své sebevraždy v roce 1991.

## Biografie
Per Ohlin (hovorově Pelle Ohlin) se narodil 16. ledna 1969 ve Stockholmu ve Švédsku. Jako dítě měl velké zdravotní komplikace, trpěl spací poruchou a v deseti měl silné vnitřní krvácení sleziny po úrazu na lyžích. Po převozu do nemocnice byl prohlášen za mrtvého, nicméně se probral, ale byl psychicky nevyrovnaný (obdivoval smrt), kvůli čemuž byl pravděpodobně obětí šikany (údajně byl zmlácen, přestože to je ve Švédsku velmi vzácné. Podle svého bratra prý totiž znechucoval spolužáky svou zálibou ve smrti).
V roce 1986 založil death metalovou kapelu Morbid, se kterou nahrál December Moon. Brzo ale z kapely odešel a přidal se ke kapele Mayhem. Tam se seznámil s kytaristou Euronymem. S Deadem začalo nejslavnější období kapely. Paradoxně pozornost která Mayhemu pomohla ke slávě byla spíše negativní – Dead se několikrát na jevišti pořezal a nosil šaty které předtím na několik týdnů zahrabal pod zem. Podle ostatních členů skupiny byl mimo jeviště Dead introvertní a uzavřený.
Později s Euronymem koupili dům nedaleko Kråkstadu, kde oba žili. Euronyma ale začalo Deadovo bláznovství štvát a začali se hádat. V roce 1991, pár dní před svou sebevraždou, požádal Varga Vikernese o několik nábojů do své brokovnice. Dead předtím lovil v lese u svého domu, takže Varg (který Deada znal jen jako hudebníka, takže nevěděl o jeho sebevražedných sklonech) mu náboje dal. Dead se potom pokusil podřezat, ale nůž byl příliš tupý. Dead se potom zastřelil. Napsal vzkaz na rozloučenou, kde bylo napsáno  "omlouvám se za krev" včetně jiných věcí. Když Euronymous tělo našel, neotálel a vydal se do obchodu koupit fotoaparát. Deadovo tělo poté několikrát vyfotografoval a přemístil některé věci. Teprve poté zavolal policii. Pohřben byl 26. dubna. Euronymous se stavěl k Deadově sebevraždě velmi chladně a využil jí jenom k ještě větší publicitě okolo kapely. Fotografie s detailem prostřelené hlavy a vyteklého mozku Deada byla použita na přední obal bootlegu Mayhem Dawn of the Black Hearts.
Dead byl pravděpodobně psychicky nemocný od svých 10 let, kdy prodělal klinickou smrt.